# Aïn Madhi
Aïn Madhi (em árabe: عين ماضي) é uma cidade e comuna localizada na província de Laghouat, Argélia. Segundo o censo de 2008, a população total da cidade era de 8 101 habitantes.